# L'Eau vive (journal)
Pour les articles homonymes, voir Eau vive.
L'Eau vive est un bimensuel  francophone saskatchewanais (Canada) fondé en 1971. Seul journal francophone de la province, il est membre de l'Association de la presse francophone.

## Histoire
Le journal français de la Saskatchewan a été fondé en 1910. D’abord intitulé « Le Patriote », ce sont les institutions religieuses qui ont vu en premier la nécessité d’unir les Canadiens-français de la Saskatchewan. Les deux prêtres à l’origine de cette initiative sont le Révérend Père Ovide Charlebois o.m.i. , directeur de l’école indienne St-Michel de Duck Lake, et l’abbé Paul-Emile Myre, curé de St-Isidore de Bellevue. 
La première édition du journal fut tirée le 22 août 1910.
Après quelques difficultés surmontées (changement de direction, incendie du bâtiment qui abritait le journal dans la nuit du 15 novembre 1910…)
Après une chute considérable du nombre d’abonnés, la fusion entre le journal francophone de la Saskatchewan « Le Patriote » et le journal francophone du Manitoba « La Liberté » devient une évidence, le but principal étant la santé financière des deux journaux. La première édition de ce nouveau journal « La liberté et le Patriote » paraît le 23 avril 1941. Après une collaboration des deux provinces qui dura plus de 30 ans, l’Association culturelle franco-canadienne de la Saskatchewan (ACFC) rompt les accords signé avec La Liberté au mois d’août 1971. Ne pouvant rester sans journal francophone, l’ACFC décide, le 18 septembre 1971, de créer un nouveau journal provincial. Marcel Moor, employé au poste de CFRG de Gravelbourg en devient le rédacteur et, à sa suggestion, le journal prend le nom de « L’Eau Vive », qui est une traduction du mot « Kis-is-kat-che-wan », déformé par les Blancs pour devenir l’actuel nom de la province « Saskatchewan ».
Le tout premier numéro de L’Eau Vive paraît le 12 octobre 1971 sous forme d’un bulletin (à cause des contraintes financières), et ce ne sera qu’en septembre 1973 que le journal passera au format tabloïd, grâce à une hausse du nombre de ses abonnés. Cependant, les difficultés administratives n’arrivent pas à être surmontées, et la dernière édition du journal à paraître fut celle de Noël 1976.
Après avoir passé plusieurs mois à se pencher sur le problème de la rentabilité d’un futur journal, la décision de privatiser les Publications Fransaskoises Limitées, afin qu’elles deviennent une entreprise indépendante à but lucratif, fut prise. Ainsi, le 5 octobre 1978, le journal reparaît de nouveau sous une nouvelle forme, mais toujours avec le nom de L’Eau Vive. Peu à peu, cet hebdomadaire (re)devient l’organe de communication privilégié des Fransaskois et le promoteur du fait français en Saskatchewan. 
Depuis le vote de l’Assemblée générale des actionnaires tenue à Regina le 7 juin 1987, les publications fransaskoises sont passées du statut de compagnie à celui de coopérative.
Aujourd’hui, la CPF (Coopérative des Publications Fransaskois) tend à développer son activité sur internet avec un site internet de L’Eau vive nouvellement lancé, ainsi qu’une présence accrue sur les réseaux sociaux. Le journal fransaskois veut évoluer au même rythme que sa communauté, afin de lui proposer un contenu actuel et qualitatif.  
En 1993, afin de leur faire prendre conscience des enjeux de la communauté fransaskoise, le journal abonne tous les députés de Saskatchewan, qu'ils soient fédéraux ou provinciaux, anglophones ou francophones.

## Statut et financement
Il est publié par la Coopérative des publications fransaskoises, située à Regina, et imprimé sur les presses du Moose Jaw Times-Herald (Moose Jaw).
En octobre 2015, se décrivant comme « à genoux financièrement », notamment à la suite des baisses d'achats de publicités du gouvernement, L'Eau vive annonce l'arrêt de sa version papier et lance une levée de fonds afin de pouvoir publier le journal autrement qu'en ligne. En mars 2016 le journal reparaît finalement sur papier après avoir équilibré ses comptes et avec une nouvelle formule permettant le financement par des publi-reportages vendus aux organismes communautaires fransaskois.
Créé en tant qu'hebdomadaire, l'Eau vive est un bimensuel depuis sa reparution en mars 2016. Chaque numéro paraît le jeudi et l'abonnement annuel coûte 40$.